# Winnie Kiap
Winnie Anna Kiap (Isla Baluan, Manus, 1948) es una ex diplomática papú que se desempeñó como Alta Comisionada de Papúa Nueva Guinea en el Reino Unido con acreditación en Chipre, Egipto, Israel, Sudáfrica y Zimbabue de 2011 a 2022. En 2022, fue nominada como candidata a gobernadora general de Papúa Nueva Guinea.
En 2018, recibió el Premio Diplomático del Año por su destacada contribución a la Mancomunidad de Naciones.

## Primeros años
Winnie Kiap nació en la isla Baluan en la provincia de Manus. Asistió al Colegio y convento Mount St Marys, en Katoomba y al Colegio de Saint Vicent, en Potts Point. Se graduó de la Universidad de Queensland, en Australia.

## Carrera

### Servicio civil
Kiap trabajó inicialmente para la administración pública de Tonga como funcionaria ejecutiva superior en el Departamento del Primer Ministro. Posteriormente ella se desempeñó como Secretaria Adjunta del Departamento de Agricultura, Bosques y Pesca de Tonga. También fue designada Secretaria Adjunta de Comercio en el Departamento de Trabajo, Comercio e Industria de Tonga. En 1988 trabajó para el Consulado General de Papúa Nueva Guinea en Sídney, Australia.
En 1992, Kiap regresó a Papúa Nueva Guinea y trabajó en el Departamento de Comercio e Industria de Papúa Nueva Guinea, y en 1994, ocupó el puesto de Directora de Servicios Corporativos en la Autoridad de Promoción de Inversiones.
En 1998, fue nombrada Secretaria del Consejo Ejecutivo Nacional, cargo que ocupó durante diez años y fue la primera mujer en ocupar ese cargo. También fue nombrada jefa temporal del Departamento del Primer Ministro durante seis meses en 2008. Se desempeñó como directora en dos juntas corporativas del sector financiero de Papúa Nueva Guinea y trabajó como consultora independiente durante los dos años anteriores a su nombramiento diplomático.
En 2011, Kiap fue la única mujer nominada como candidata al cargo de Gobernadora General de Papúa Nueva Guinea.

### Alta Comisionada

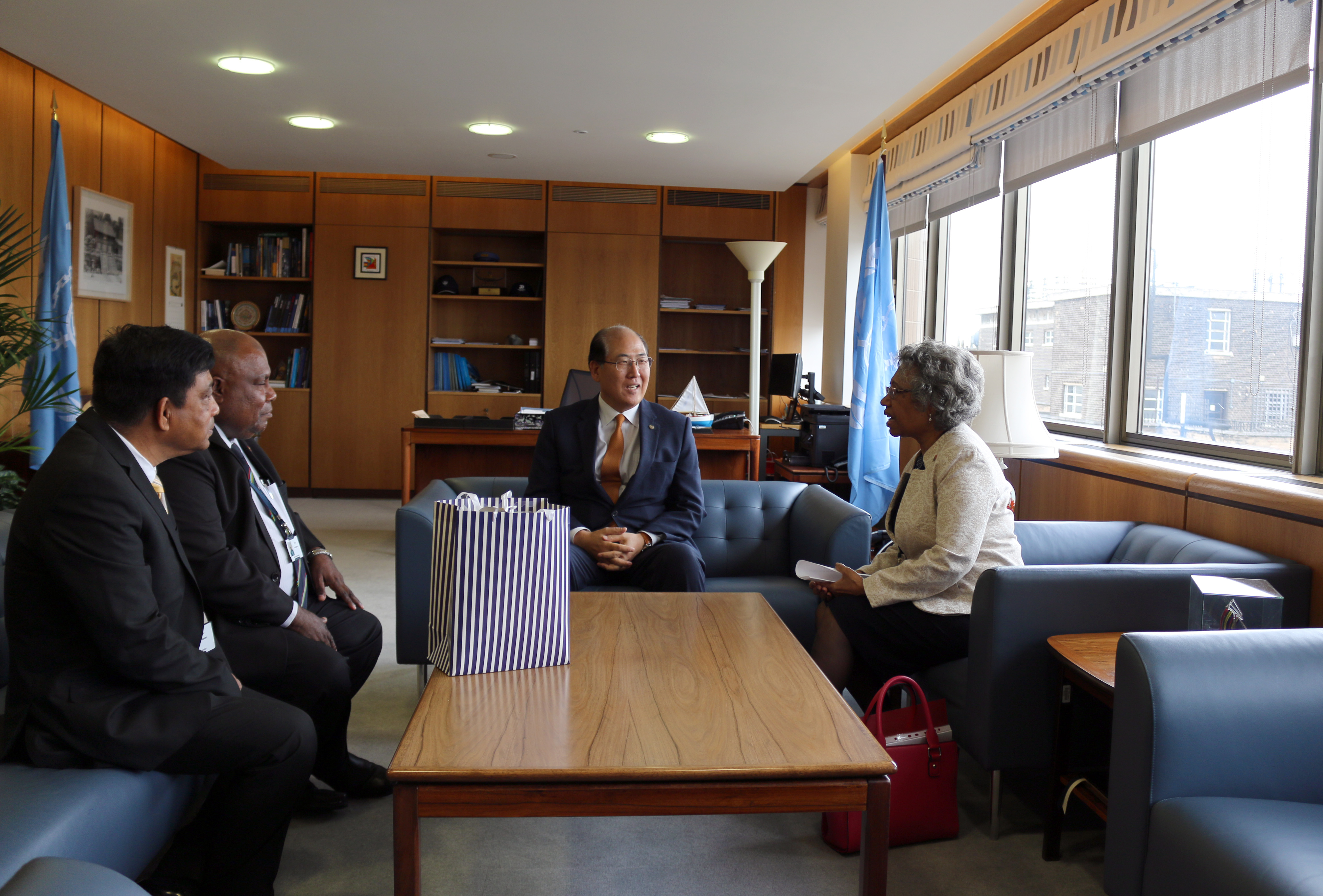
Kiap con el Secretario General de la Organización Marítima Internacional, Kitack Lim

En agosto de 2011, Kiap fue nombrada Alta Comisionada de Papua Nueva Guinea en el Reino Unido, con acreditación en Chipre, Egipto, Israel, Sudáfrica y Zimbabue. Durante su mandato también representó a Papua Nueva Guinea en la Secretaría de la Mancomunidad de Naciones, la Fundación de la Mancomunidad de Naciones, la Organización Internacional del Café, la Organización Marítima Internacional y la Organización Internacional del Cacao.Ella forma parte del Consejo Directivo del Grupo de Personas Eminentes de la Fundación de Liderazgo del Pacífico. Kiap es miembro de la Coalición para el Cambio PNG.
En 2015, Kiap fue nombrada Comandante de la Orden del Imperio Británico por su servicio público.
Se desempeñó como presidenta de la Junta de Gobernadores de la Secretaría de la Mancomunidad de Naciones de 2016 a 2018, cuando fue reemplazada por el Alto Comisionado chipriota Euripides Evriviades.
El mandato de Kiap como Alta Comisionada finalizó en agosto de 2022.
En diciembre de 2022, fue una de los tres candidatos a gobernadora general de Papúa Nueva Guinea en 2023, junto con el actual Sir Bob Dadae y Stephen Pokawin. Kiap perdió las elecciones ante Dadae.